# Amortering

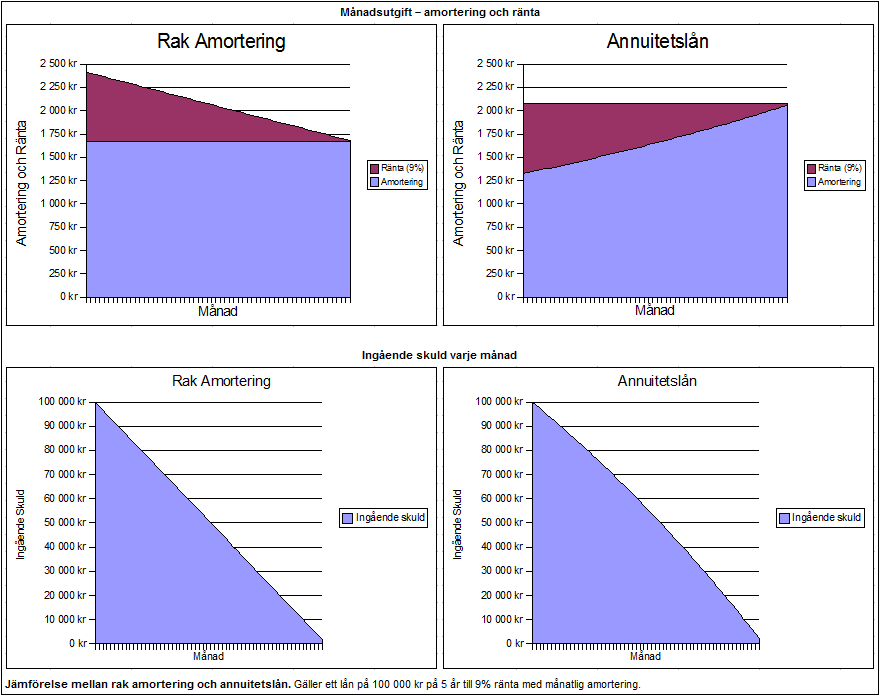
Jämförelse mellan rak amortering och annuitetslån: amortering och ränta respektive kvarvarande skuld.

Amortering, avbetalning på en skuld. Amortering gäller normalt delar av en skuld, men kan också avse hela skuldbeloppet. Amorteringen kan ske på olika sätt – enligt en amorteringsplan. De vanligaste amorteringsplanerna är:
- Amorteringsfritt lån är ett lån där hela skulden återbetalas vid löptidens slut. Inga avbetalningar sker under tiden.
- Rak amortering innebär att amorteringsdelen är konstant vid varje betalningstillfälle. Utgiften minskar därför med tiden, allt eftersom kapitalskulden, och därmed räntan, minskar.
- Annuitet. För ett annuitetslån erläggs ett konstant belopp för ränta och amortering tillsammans vid varje betalningstillfälle. Eftersom räntedelen av detta belopp minskar med tiden, i takt med att skulden avbetalas, ökar amorteringsdelen. På grund av att den kvarvarande skulden inte minskar linjärt vid ett annuitetslån, då amorteringen ökar med tiden, blir de totala räntekostnaderna för hela lånets löptid något högre än vid rak amortering. Denna skillnad är dock liten vid korta löptider. Fördelen med ett annuitetslån är att utgiften vid de första betalningstillfällena blir mindre än vid rak amortering. Denna skillnad blir tydligare för lån med längre löptider.
- Serieplan innebär att amorteringsbeloppet kontinuerligt ökar med en bestämd faktor för varje betalningstillfälle. Vanligen är amorteringarna mycket små i början men växer och blir stora i slutet av kredittiden. Modellen var vanlig på 1960-, 1970- och 1980-talen vid långfristig finansiering av flerbostadshus. Den förväntade inflationen skulle göra amorteringar långt fram i tiden mindre kännbara.
- Trappstegsplan används mest på långa krediter och innebär att amorteringarna ökar stegvis, inte kontinuerligt som på annuitetslån eller serieplanslån.

## Amorteringskrav
År 2016 infördes i Sverige ett amorteringskrav för nya bolån som medför att de måste amorteras med minst 1% av lånebeloppet per år om belåningsgraden överstiger 51%. Om belåningsgraden överstiger 71% behöver 2% amorteras per år. 1 mars 2018 trädde ett nytt amorteringskrav i kraft som går ut på att hushåll som tar ett nytt bolån på mer än 4,5 gånger bruttoinkomsten, får extra amortering. De ska utöver det befintliga amorteringskravet även betala 1 procentenhet extra av bolånet per år.